# 荷包蛋
荷包蛋（ホゥアバオダン、拼音: hébāodàn）は中華料理の一種で、鶏卵を用いた揚げ物の一種。

## 概要
「荷包」とは古代中国において身につけられていた半円型の鞄の意で、形状が荷包に似ていることからこの名がついた。日本では日本語で揚げ卵（あげたまご）とも呼ばれる。卵を素揚げした華北・北京では一般的かつ簡単な料理であり、米飯にのせて醤油を掛けたり、甜麺醤と一緒に饅頭に挟んだり、スープに入れたり、花椒塩を掛けて副菜にする等、さまざまに用いられる。出来上がりは目玉焼きの一種であるターンオーバーに近いが、鶏卵を焼いたり炒めるのではなく、鍋に張った油に沈めて揚げるところが異なり、調理法はポーチドエッグに似るが、水ではなく油を使うところが異なる。 ただし、菓子として食べる糖水荷包蛋などは水を用いる。

## 作り方
1. 中華鍋に揚げ油を入れ180度まで熱してから鶏卵を割り落とす。
2. 鍋を回すように傾けて鶏卵の黄身が白身に包まれるようにする。
3. 油をすくいかけ、全体がきつね色になったら引き上げて油をきる。